# Centromerus prudens electus
Centromerus prudens là một loài nhện trong họ Linyphiidae.
Loài này thuộc chi Centromerus. Centromerus prudens electus được Eugène Simon miêu tả năm 1884.